# Пабельон-де-Артеага
Пабельон-де-Артеага (исп. Pabellón de Arteaga) — город и административный центр одноимённого муниципалитета в мексиканском штате Агуаскальентес. Численность населения, по данным переписи 2010 года, составила 28 633 человека.

## История
Город основан в 1929 году.